# Милосавлевич, Слободан
Слободан Милосавлевич (серб. Слободан Милосављевић; род. 19 ноября 1965 года, Белград) — сербский политик, экономист и хозяйственный деятель, министр в 2001—2004 и 2007—2011 годах.

## Биография
В 1990 году окончил экономический факультет Белградского университета, получил степень магистра (1996) и доктора философии (2001) в том же университете. Работал в сфере внешней торговли, а с 1991 года — в Институте рыночных исследований, где во второй половине 1990-х годов возглавлял центр конъюнктурных исследований и макроэкономического анализа. В 2003 году вступил в Демократическую партию, был экономическим советником её лидера Зорана Джинджича. В его правительстве и в кабинете Зорана Живковича занимал должность министра торговли, туризма и услуг (с января 2001 года по март 2004 года).
Затем занимал должность директора и президента Торгово-промышленной палаты Сербии. В мае 2007 года стал министром сельского, лесного и водного хозяйства в правительстве Воислава Коштуницы. Затем, с июля 2008 года по март 2011 года, занимал должность министра торговли и услуг в кабинете Мирко Цветковича. Позднее был советником Торгово-промышленной палаты Сербии и членом совета директоров компании НИС «Газпром нефти». С декабря 2015 года по январь 2016 года находился под временным арестом по делу о незаконном присвоении сельскохозяйственных земель в Нови-Саде. В 2020 году исключён из Демократической партии. В октябре 2023 года Милосавлевич был оправдан по обвинению в злоупотреблении должностными полномочиями.
В 2005 году Сербская академия наук и искусств наградила его «Золотой медалью Пупина».